# تصوير وسائل الإعلام للأزمة الأوكرانية

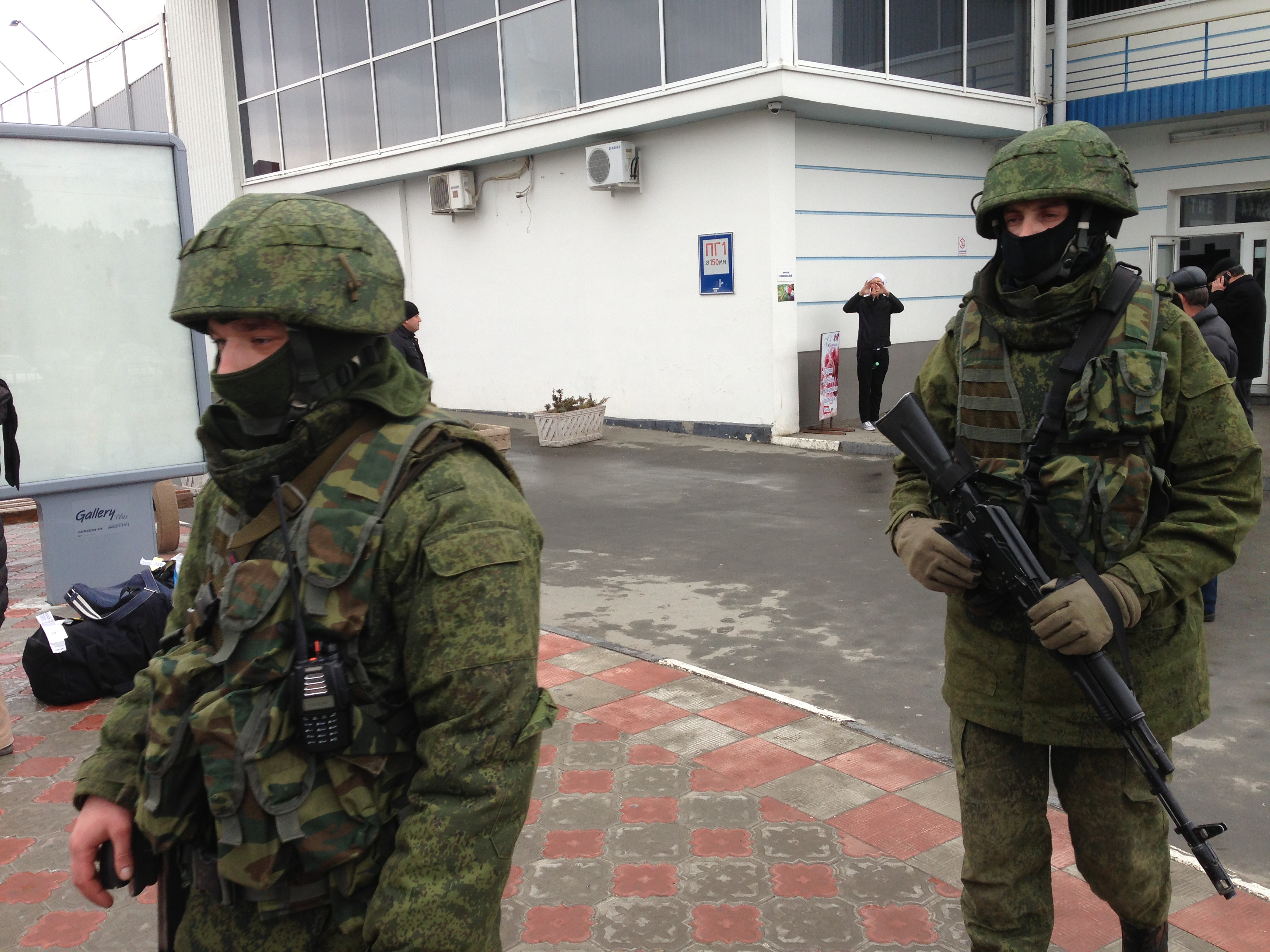

اختلف تصوير وسائل الإعلام للأزمة الأوكرانية، بما في ذلك الاضطرابات عام 2014 والثورة الأوكرانية لعام 2014 التي تلت حركة أوروميدان، على نطاق واسع بين وسائل الإعلام الأوكرانية والغربية والروسية. كانت وسائل الإعلام الروسية والأوكرانية والغربية جميعًا، بدرجات مختلفة، متهمة بالدعاية، وشن حرب إعلامية خلال تغطيتها للأحداث، وتم انتقاد القنوات الروسية مرارًا وتكرارًا لاستخدامها صورًا مضللة، وروايات كاذبة، وتضليل، وقمع، ونشر قصص إخبارية ملفقة، مثل صلب طفل، وموت طفل يبلغ من العمر 10 أعوام في القصف، وذكرت هيئة الإذاعة البريطانية أن التلفزيون الحكومي الروسي "يبدو أنه يستخدم أساليب التكييف النفسي المصممة لإثارة المشاعر الشديدة للعدوان والكراهية في المشاهد"، والتي، وفقًا لصحيفة الجارديان، جزء من عملية حرب إعلامية ونفسية منسقة. ".
كان هناك موضوع منتظم في وسائل الإعلام الروسية هو أن الجيش الأوكراني، الذي يضم العديد من الأعضاء الناطقين بالروسية، يرتكب «إبادة جماعية» ضد الناطقين بالروسية وأنهم يرغبون بشدة في أن «تحميهم» روسيا من كييف. تناقض هذا العرض مع استطلاع للرأي أظهر أن أقل من 20 ٪ من سكان الشرق يريدون حماية روسيا. لقد دعموا إنكار روسيا لتورطها في أزمة القرم، حتى تباهى فلاديمير بوتين بالدور الرئيسي للجنود الروس، واستمروا في إنكار تورطها في الحرب في دونباس، على الرغم من الأدلة على أن روسيا قصفت بانتظام عبر الحدود.

## وسائل الإعلام في روسيا
صورت وسائل الإعلام الروسية باستمرار الأزمة في أوكرانيا على أن الحكومة الأوكرانية بعد يانوكوفيتش حرضت عليها، ومثلت أوروميدان على أنها تخضع لسيطرة «القوميين المتطرفين»، «الفاشيين»، مجموعات «النازية الجديدة»، و «المعادية للسامية»، مع القطاع الأيمن كموضوع رئيسي. تم تصوير الثورة على أنها «انقلاب» عنيف تم تأجيجه من قبل الغرب من أجل الإطاحة بحكومة منتخبة. تم حذف وحشية الشرطة ضد أنصار يوروميدان. كانت صور وسائل الإعلام الحكومية الروسية قريبة بشكل عام من تلك التي صورتها الحكومة الروسية؛ قدموا الدول الغربية، ولا سيما الولايات المتحدة، باعتبارها تدار أحداثًا في أوكرانيا من أجل إيذاء روسيا. كانت اتهامات روسوفوبيا شائعة ردًا على انتقاد الأعمال الروسية. تم تصوير اتفاقية الشراكة بين أوكرانيا والاتحاد الأوروبي كسلاح ضد الكرملين، والمتظاهرين على أنهم مدافعون عن ذويهم من الولايات المتحدة، وقمة فيلنيوس أقرب إلى اتفاق ميونيخ. بالإضافة إلى الأحداث التي وقعت في أوكرانيا، وصفت روسيا الانتفاضات الأخرى في أوروبا الشرقية والتي لا تلائم مصالح الكرملين بأنها خاضعة لسيطرة القوى الأجنبية والفاشيين. في رسالة مفتوحة في يوليو 2009 وصفت فيها روسيا بأنها «قوة معدلة»، انتقد فاتسلاف هافيل وليخ فاونسا وزعماء سابقون سابقون في وسط وشرق أوروبا روسيا لقيامها «بتحدي مطالباتنا بتجاربنا التاريخية الخاصة» و «[تأكيد] موقع متميز في تحديد خياراتنا الأمنية.» وصف التلفزيون الحكومي الروسي الثورة الهنغارية لعام 1956  وربيع براغ عام 1968، وكلاهما توقف بسبب الغزوات التي قادها الاتحاد السوفيتي، كما دبرت من قبل الولايات المتحدة ودول أوروبا الغربية. قدم التلفزيون الروسي غزو تشيكوسلوفاكيا «كمساعدة أخوية تهدف إلى منع غزو الناتو والفاشية»، مما أثار غضبًا في جمهورية التشيك وسلوفاكيا.
نقلت قناة روسيا الأولى عن احتجاج أوروميدان حضره أكثر من مائة ألف شخص، وقالت إن الاحتجاجات كانت «تموت» بحضور «بضع مئات فقط». قال رئيس روسيا سيغودنيا، ديمتري كيسيلوف، «حرب المعلومات هي الآن النوع الرئيسي للحرب، وتمهد الطريق للعمل العسكري» ووصف وزير الدفاع الروسي، سيرجي شويغو، وسائل الإعلام بأنها ذراع ل الجيش الروسي. وكثيراً ما أبلغت وسائل الإعلام الحكومية الروسية عن قصص صُنعت بالكامل أو استخدمت تصريحات مشوهة من جانب السياسيين الأوكرانيين والغربيين. في عام 2015، بدأ الاتحاد الأوروبي للعمل الخارجي منشورًا دوريًا بعنوان «مراجعة التضليل» يوثق مثل هذه المقالات من قبل وسائل الإعلام الروسية مصحوبًا بمعلومات مضللة.
تعتمد الأخبار المنشورة في وسائل الإعلام الرئيسية والتي يتم تقديمها على أنها أحداث فعلية بشكل متكرر على الإشاعات أو المدونات المجهولة أو العروض المتعمدة، المواد التي يتم نقلها بشكل انتقائي، وعادة ما تتخطى أي آراء تنتقد روسيا. تستخدم وسائل التواصل الاجتماعي أيضًا بطريقة منسقة في محاولة للتأثير على الرأي العام في روسيا وبلدان أخرى.

## ردود الفعل الحرجة في روسيا
وفقًا لمراسل الحرب ومخضرم حرب الشيشان الأولى أركادي بابشنكو، لعبت وسائل الإعلام الروسية دورًا مهمًا في بدء الحرب في دونباس قائلة إن «هذه هي الحرب الأولى في التاريخ التي بدأت حصريًا بواسطة دعاية شبيهة بجوبلز». في مارس 2014 من أجل Gazeta.ru، قال يكاترينا بولوتوفسكايا أن وسائل الإعلام الروسية كانت تقدم صورة «نهاية العالم» لأوكرانيا. بعد أن زعمت قناة روسية أن الأوكرانيين قد صلبوا طفلاً في سلوفيانسك، قالت رئيسة التحرير السابقة في Lenta.ru ، كالينا تيمجينكو، «هذا انتهاك فاضح للأخلاقيات المهنية. ليس فقط لا يوجد أي دليل في أي مكان - هذا ليس حتى يجري استجوابه.» في مارس 2014، كتب وزير الاقتصاد السابق أندريه نيتشاييف، «دعايتنا على قنوات الدولة تنمو حقًا.» في يوليو 2014، كتب أندريه مالجين في صحيفة موسكو تايمز:«لقد عملت لصالح السوفيتي الصحف خلال فترات الزعماء السوفيت الأربعة، من ليونيد بريجنيف إلى ميخائيل غورباتشوف، وهذه هي المرة الأولى التي تكذب فيها السلطات بوقاحة وخجل. لقد وصلوا بالفعل إلى مستوى جديد». صرح بوريس نمتسوف بأن فلاديمير بوتين واستخدم مديرا القناة الأولى لروسيا وروسيا سيغودنيا «دعاية على غرار جوبلز. إذا كنا نتحدث عن مسؤولية إراقة الدم الروسي والأوكراني، فإن الأمر لا يقتصر على بوتين فحسب، ولكن أيضًا مع السادة مثل كونستانتين إيرن ش أو ديمتري كيسيلوف. إنها تعمل وفقًا للمبادئ البسيطة لجوزيف غوبلز: العب على العواطف؛ أكبر كذبة، كان ذلك أفضل؛ يجب أن تتكرر الأكاذيب عدة مرات.» نشرت مجموعة القراصنة الروسية شالتاي بولتاي وثائق الكرملين التي تم تسريبها تخبر الصحفيين بتبرير ضم القرم، وتثني على خطط فلاديمير بوتين للتنمية، وتصور أوكرانيا على أنها تتجمع مع الفاشيين. ذكرت مقابلة مع دير شبيغل أن العديد من المواقع الإخبارية «الأوكرانية»، مثل وكالة خاركوف للأنباء، كانت مقرها في روسيا. صرح رئيس مركز ليفادا، ليف جودكوف، «الحملة الدعائية الناجحة نحن إن المشاهدة هنا حول الأزمة الأوكرانية فريدة ومتطورة للغاية، حتى بالمقارنة بالمعايير السوفيتية.» قال مكسيم ترودوليبوف، الذي كتب في فيدوموستي، «إن وسائل الإعلام الحكومية اليوم في روسيا هي استمرار لجهاز المخابرات السوفيتي KGB ولكنها أكثر ذكاءً من التجسيد السابق. يستخدمون الأدوات الحديثة والمعلومات الخاطئة والارتباك والإشارات المتضاربة لمنع أي ردود جماعية وأفعال المواطنين.» في عام 2016، اعترف ديمتري كيسيلوف باستخدام وثائق مزيفة في برنامجه.
وقال ديمتري بايكوف في Sobesednik: "أصبحت لغة دعاية اليوم مليئة بالوصلات المصطنعة. إذا كنت ضد الحرب السرية لروسيا في أوكرانيا، فيجب أن تكون مع الشراهة، وضد الوطن الأم، وللوجبات السريعة الأمريكية بلا روح، فقط للاحتجاج. ضد الحرب لأنك تريد فطائر فوا." في فبراير 2015، علقت إيرينا بروخوروفا، زعيمة حزب سيفيك بلاتفورم المعارض، بأن القومية وفكر" نحن ضدهم "قد نما بين الإعلام الروسي، قائلاً:" إذا شاركت في بعض الحديث على التلفزيون، يبدأون في الاتهام على الفور، "أنت لست وطنيًا، فأنت لست مواطنًا حقيقيًا." كتب فلاديسلاف إينوزيمتسيف، "لقد أصبح خطاب العدوان والحجج التي تبرر استخدام القوة جزءًا من الوسط المعلوماتي القياسي في روسيا." وانتقدت ماريا ألكينا من فرقة بوسي ريوت وماكس سكييبنسكي  أسلوب الإعلام الروسي في إعداد التقارير.
نشرت نوفايا جازيتا و Slon.ru و Grani.ru وايكو موسكفي بعض الانتقادات لسياسة روسيا في القرم ثم دونباس. تم وضع عدد منهم (مثل Grani.ru) على القائمة السوداء للإنترنت في روسيا نتيجة لذلك. عادة ما يتعرض الصحفيون الذين كتبوا تعليقات تنتقد تصرفات الحكومة الروسية إلى نبذ واتهموا بأنهم خونة أو فاشية من قبل وسائل الإعلام الرئيسية. تعرض بعضهم للعنف. في مارس 2014، نشر فيدوموستي مقالًا لأستاذ جامعي في موسكو، أندريه زوبوف، طُرد بعد ذلك، قارن فيه التدخل العسكري الروسي في شبه جزيرة القرم مع أنشلوس في ألمانيا النازية. علق المؤرخان الروسيان ألكساندر سكوبوف وأندريه بيونتكوفسكي على أيديولوجية ولاية نوفوروسيا الفيدرالية المعلنة ذاتيا وخلصوا إلى أن سماتها الأساسية (القومية والإمبريالية) تحمل أوجه تشابه قوية مع الحركات الفاشية في القرن العشرين. في 28 يوليو، تعرض سكوبوف للاعتداء على أيدي جناة مجهولين وتلقى عدة طعنات في سانت بطرسبرغ.

## ردود الفعل الدولية
تلقت صورة وسائل الإعلام الروسية للاضطرابات في أوكرانيا انتقادات واسعة من وسائل الإعلام والحكومات الآسيوية والأوروبية والأوكرانية وأمريكا الشمالية، مع تغطية في كثير من الأحيان بأنها «دعاية»، و «مليئة بالإغفالات وعدم الدقة». ذكرت هيئة الإذاعة البريطانية (بي بي سي) عن استخدام الصور المضللة والروايات الكاذبة والتضليل والقمع. أشارت صحيفة نيويورك تايمز إلى التقارير الروسية باعتبارها «حملة تضليل» من قبل الحكومة الروسية ووصفتها وكالة أسوشيتيد بريس بأنها «حملة تشويه يقودها الكرملين». قال النقاد إن التغطية تهدف إلى تشويه سمعة المحتجين المؤيدين للديمقراطية. وتبرر التدخل العسكري الروسي. كتب دير شبيجل أن التليفزيون الحكومي الروسي «ليس لديه أي قلق بشأن اختلاق الأخبار بشكل صارخ». وكتب لوتشيان كيم قائلاً: «الكذب - بشكل صارخ ومتكرر - يعتبر سلاحًا شرعيًا في ترسانة الحرب الهجينة التي أطلقها بوتين. في النضال من أجل أوكرانيا.»
وفقًا لوك مافري وبيتر بوميرانتسيف، فإن لسرد روسيا جذور في ديزينفورماتسيا السوفيتية وإجراءات فعالة. يعتقد بعض المعلقين أن وسائل الإعلام الروسية التي تسيطر عليها الدولة حاولت زرع البلبلة. قال كيسي ميشيل إنهم كانوا يحاولون «الخلط والتعقيد، وتشويه الحقائق على الأرض وتشويهها، لإيجاد حقائق متعددة لدعم الميول المتعددة.» أطلق عليها إدوارد لوكاس وبن نيمو «حرب المعلومات» المصممة لـ «يخلط بين، يربك ويصرف»، «لإثارة الشك، والخلاف، والشلل في نهاية المطاف.» قال البعض إن وسائل الإعلام الحكومية الروسية تنشر الكراهية. صرح ستيفن إينيس من بي بي سي أن التلفزيون الحكومي الروسي «يبدو أنه يستخدم أساليب التكييف النفسي المصممة لإثارة الانفعالات الشديدة للعدوان والكراهية في المشاهد.»